# Victo Wibowo
Victo Wibowo (* 29. September 1973) ist ein indonesischer Badmintonspieler. 

## Karriere
Victo Wibowo siegte international erstmals bei den Brunei Open 1994 im Herrendoppel mit Cun Cun Haryono. Drei Jahre später war er, ebenfalls im Herrendoppel, bei den Polish International erfolgreich. Diesmal stand jedoch Tony Gunawan an seiner Seite. Mit Gunawan gewann er auch die French Open 1997.

## Sportliche Erfolge
| Saison | Veranstaltung        | Disziplin    | Platz | Name                           |
| ------ | -------------------- | ------------ | ----- | ------------------------------ |
| 1994   | Brunei Open          | Herrendoppel | 1     | Cun Cun Haryono / Victo Wibowo |
| 1996   | German Open          | Herrendoppel | 2     | Seng Kok Kiong / Victo Wibowo  |
| 1997   | Polish International | Herrendoppel | 1     | Tony Gunawan / Victo Wibowo    |
| 1997   | French Open          | Herrendoppel | 1     | Tony Gunawan / Victo Wibowo    |
| 1999   | Thailand Open        | Herrendoppel | 5     | Victo Wibowo / Lee Wei-jen     |